# Brusino, Haskovo
Brusino (în bulgară Брусино) este un sat în comuna Ivailovgrad, regiunea Haskovo,  Bulgaria. 

## Demografie
Componența etnică a satului Brusino
     Nicio identificare (100%)
     Altele (0%)
La recensământul din 2011, populația satului Brusino era de 3 locuitori. . Pentru 100,0% din locuitori nu este cunoscută apartenența etnică.